# Almunia de Doña Godina (kommun i Spanien)
Almunia de Doña Godina är en kommun i Spanien.   Den ligger i provinsen Provincia de Zaragoza och regionen Aragonien, i den nordöstra delen av landet, 230 km nordost om huvudstaden Madrid. Antalet invånare är 7 792.